# Кастелнуово Бока д'Ада
Кастелнуово Бока д'Ада (итал. Castelnuovo Bocca d'Adda) је насеље у Италији у округу Лоди, региону Ломбардија.
Према процени из 2011. у насељу је живело 1433 становника. Насеље се налази на надморској висини од 48 м.

## Становништво
| 1936. | 1951. | 1961. | 1971. | 1981. | 1991. | 2001. | 2011. |
| ----- | ----- | ----- | ----- | ----- | ----- | ----- | ----- |
| 2.438 | 2.441 | 2.061 | 1.830 | 1.711 | 1.753 | 1.747 | 1.700 |